# Acontia bohemanni
Acontia bohemanni là một loài bướm đêm trong họ Noctuidae.